# Poljska ženska rukometna reprezentacija
Poljska ženska rukometna reprezentacija predstavlja državu Poljsku u športu rukometu.
Krovna organizacija:

## Nastupi naEP
1994.: ...

1996.: ...

1998.: ...

2000.: ...

2002.: ...

2004.: ...

2006.: 8.